# 交換日記殺人事件
『交換日記殺人事件』（こうかんにっきさつじんじけん）は、高階良子による日本の漫画作品。
『なかよしデラックス』（講談社）にて1981年11月号から1982年1月号まで連載された。

## ストーリー
愛と圭は双子の姉妹。占いに凝った伯母の一言で、生まれてすぐに圭は分家へ養子に出される。二人は別々に暮らしながらも、文通や圭の里帰りなどで交流は続いていた。
ある日、愛が失踪する。幼馴染の竜介との交換日記に「もし、私がいなくなったらどうする？私はあの人の言うなりになるしかないんだわ。やっぱり行くしか…。」という不気味な文をのこし。一方、圭の元に愛から手紙が届くが、そこには「私が帰るまで、圭は私の家で帰りを待ってください。」と書かれており、不安を覚えた圭がその手紙を手に竜介の元を訪れる。
一体なぜ、愛はいなくなったのか。あの人とは誰なのか。今、愛はどこで何をしているのか。様々な憶測の中で圭と竜介は愛の失踪の真実を探り始める。そんな中、脅迫状が届く。しかし時を同じくして、愛の遺体が近くの山中から見つかる。愛は殺されて埋められていたのだ。
愛に何があったのか。圭と竜介はのこされた交換日記と手紙を手がかりに犯人を突き止めようとするも、竜介の部屋から日記が忽然と消えてしまう。手紙も圭が居座ることを快く思わない伯母の手によって燃やされてしまい、八方塞りとなる。犯人は一体誰なのか…。

## 登場人物
藤岡愛
藤岡家の長女。何者かによって殺害される。
藤岡圭
藤岡家の次女。伯母によって分家へ養子に出される。
瀬戸竜介
愛の幼馴染であり、親同士の約束では愛の許婚である。
堤久子
愛のクラスメイト。転校生の圭に優しく接する。
愛・圭の伯母
出戻り。愛と圭の父亡き後、藤岡家の実権を握る。
愛・圭の母
気が弱く、常に人の言いなりである。
愛・圭の兄
母と同じく、気が弱い。
竹村
愛のクラスメイト。竜介に好意を持つ色気虫。
竹村の兄
妹の部屋から宝飾品を持ち出し換金するのが常道な男。

## 書誌情報
- 交換日記殺人事件、発売日： 1982年4月 ISBN 978-4061084094
  - 課外授業殺人事件（『なかよしデラックス』1981年4月号と5月号に掲載）が同時収録されている。